# Dark (TV-serie)
Dark är en tysk science fiction-dramaserie skapad av Baran bo Odar och Jantje Friese. Serien utspelar sig i den fiktiva staden Winden, där barn har försvunnit under mystiska omständigheter mellan åren 1953, 1986 och 2019. Handlingen kretsar kring tidsresor och de fyra familjerna Kahnwald, Nielsen, Doppler och Tiedemann. Alla 10 avsnitt i säsong ett släpptes samtidigt den 1 december 2017 på Netflix. Den andra säsongen hade premiär den 21 juni 2019. Säsong tre släpptes 27 juni 2020 och avslutade serien.

## Rollista (i urval)

### Familjen Kahnwald
- Sebastian Rudolph – Michael Kahnwald
- Maja Schöne – Hannah Kahnwald (ursprungligen Krüger)
  - Ella Lee – Hannah 1986
- Louis Hofmann – Jonas Kahnwald
- Angela Winkler – Ines Kahnwald
  - Anne Ratte-Polle – Ines 1986
  - Lena Urzendowsky – Ines 1953

### Familjen Nielsen
- Oliver Masucci – Ulrich Nielsen
  - Ludger Bökelmann – Ulrich 1986
- Jördis Triebel – Katharina Nielsen
  - Nele Trebs – Katharina 1986
- Moritz Jahn – Magnus Nielsen
- Lisa Vicari – Martha Nielsen
- Daan Lennard Liebrenz – Mikkel Nielsen
- Antje Traue – Agnes Nielsen 1953
- Walter Kreye – Tronte Nielsen
  - Felix Kramer – Tronte 1986
- Tatja Seibt – Jana Nielsen
  - Anne Lebinsky – Jana 1986

### Familjen Doppler
- Stephan Kampwirth – Dr. Peter Doppler
- Karoline Eichhorn – Charlotte Doppler
  - Stephanie Amarell – Charlotte 1986
- Gina Stiebitz – Franziska Doppler
- Carlotta von Falkenhayn – Elisabeth Doppler
- Hermann Beyer – Helge Doppler
  - Peter Schneider – Helge 1986
  - Tom Philip – Helge 1953
- Michael Mendl – Bernd Doppler 1986
  - Anatole Taubman – Bernd 1953

### Familjen Tiedemann
- Deborah Kaufmann – Regina Tiedemann
  - Lydia Maria Makrides – Regina 1986
- Peter Benedict – Aleksander Tiedemann (ursprungligen Boris Niewald)
- Béla Gabor Lenz – Aleksander Köhler 1986
- Paul Lux – Bartosz Tiedemann
- Lisa Kreuzer – Claudia Tiedemann
  - Julika Jenkins – Claudia 1986
- Christian Pätzold – Egon Tiedemann 1986
- Luise Heyer – Doris Tiedemann 1953

### Övriga
- Paul Radom – Erik Obendorf
- Vico Mücke – Yasin Friese
- Mark Waschke – Fader Noah
- Andreas Pietschmann – The Stranger
- Arnd Klawitter – H.G. Tannhaus
  - Christian Steyer – Tannhaus 1986
  - Arnd Klawitter – Tannhaus 1953
- Leopold Hornung – Torben Wöller

## Avsnitt
| Nr | Titel                        | Regi          | Manus                           | Sändningsdatum  |
| -- | ---------------------------- | ------------- | ------------------------------- | --------------- |
| 1  | "Hemligheter"                | Baran bo Odar | Jantje Friese och Baran bo Odar | 1 december 2017 |
| 2  | "Lögner"                     | Baran bo Odar | Jantje Friese och Ronny Schalk  | 1 december 2017 |
| 3  | "Det förflutna och nuet"     | Baran bo Odar | Jantje Friese och Marc O. Seng  | 1 december 2017 |
| 4  | "Dubbelliv"                  | Baran bo Odar | Martin Behnke och Jantje Friese | 1 december 2017 |
| 5  | "Sanningen"                  | Baran bo Odar | Martin Behnke och Jantje Friese | 1 december 2017 |
| 6  | "Sic Mundus Creatus Est"     | Baran bo Odar | Jantje Friese och Ronny Schalk  | 1 december 2017 |
| 7  | "Vägskälet"                  | Baran bo Odar | Jantje Friese och Marc O. Seng  | 1 december 2017 |
| 8  | "Som man sår får man skörda" | Baran bo Odar | Martin Behnke och Jantje Friese | 1 december 2017 |
| 9  | "Allting är nu"              | Baran bo Odar | Jantje Friese och Marc O. Seng  | 1 december 2017 |
| 10 | "Alfa och omega"             | Baran bo Odar | Jantje Friese och Ronny Schalk  | 1 december 2017 |

## Produktion
Dark skapades av Baran bo Odar och Jantje Friese. Serien består av 10 avsnitt och är Netflix första tyskspråkiga serie. Inspirationskällor till serien var David Lynch och David Fincher. Inspelningarna började den 18 oktober 2016 i Berlin och avslutades i mars 2017.

## Mottagande
Dark fick mestadels positiva recensioner från flera kritiker. Lanre Bakare vid The Guardian tyckte om handlingen och såg likheter mellan Twin Peaks och Stranger Things. Rotten Tomatoes rapporterade att 85 procent, baserat på 27 recensioner, hade satt ett genomsnittsbetyg på 7,1 av 10. På Metacritic nådde serien genomsnittsbetyget 61 av 100, baserat på 10 recensioner.